# Kolor lokalny
Kolor lokalny – pojęcie odnoszące się do sztuki przedmiotowej - figuratywnej. Jest to  barwa typowa ("właściwa") - obiektów (lub postaci) występujących w obrazach niezmieniona przez odbicia i/lub cienie pochodzące z otoczenia (od przedmiotów sąsiadujących), jak to jest z reguły w sytuacjach rzeczywistych.

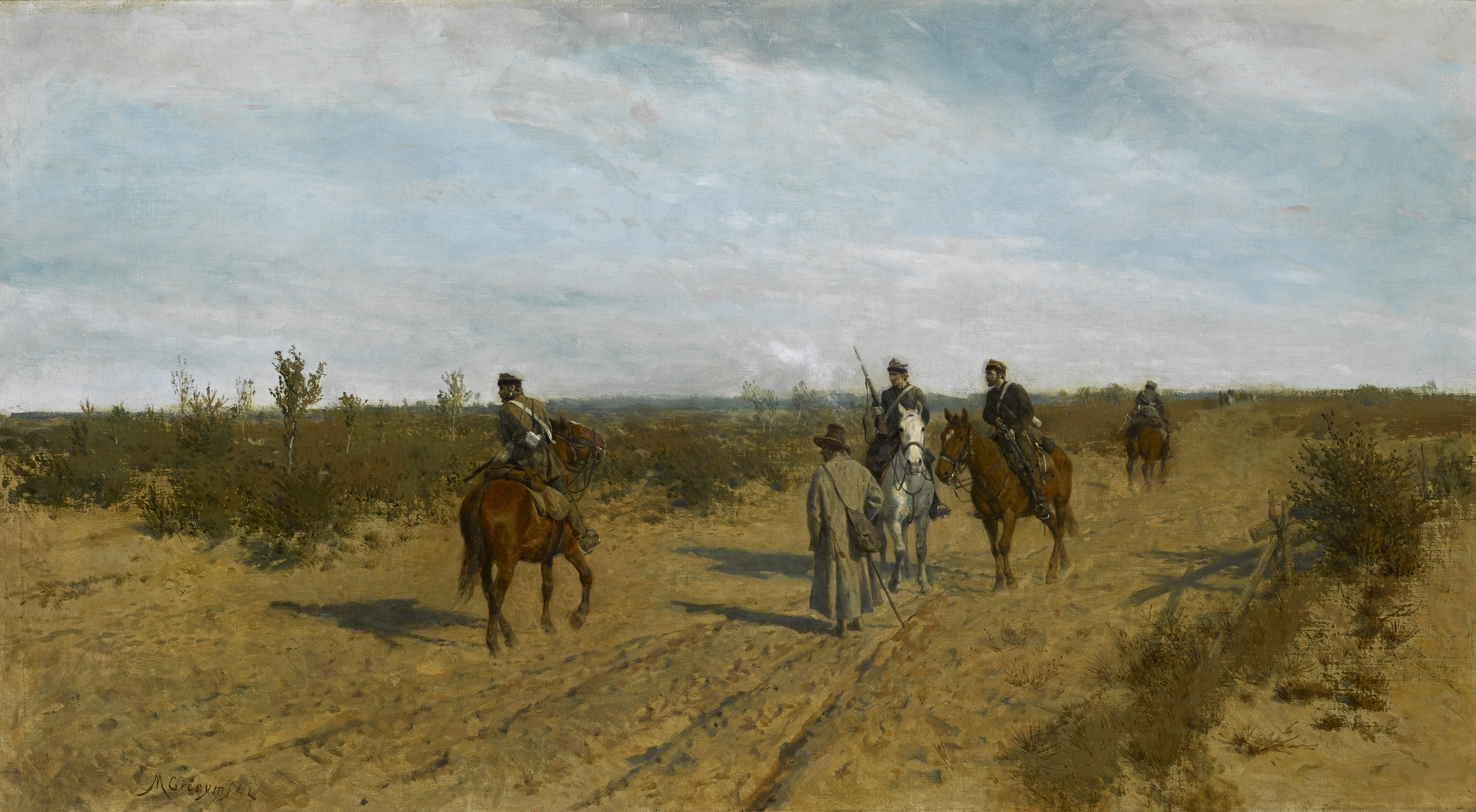
Subtelny kolor lokalny w obrazie Maksymiliana Gierymskiego, "Patrol powstańczy", 1872-1873, olej na płótnie, 60 × 108 cm, Muzeum Narodowe w Warszawie

Można spotkać też odmiennie zredagowane próby definiowania koloru lokalnego, spotykanego w malarstwie minionych epok, jako koloru "określającego barwę przedmiotów i zjawisk występujących w przyrodzie na zasadzie umownie ustalonych reguł, co  [...]w praktyce oznaczało przyporządkowanie formom występującym w malarstwie pewnego schematu"[...] ignorującego oddziaływania plam barwnych na siebie.
Odnosząc się do wyników badań światła w dziedzinie fizyki, zwracano uwagę na ich wpływ na porzucenie barw lokalnych w twórczości malarskiej.
Określenie "kolor lokalny" spotyka się w wielu publikacjach historyków sztuki - specjalistów z dziedziny historii malarstwa. Przykładem może być 3-tomowa publikacja "Nowoczesne malarstwo polskie" Tadeusza Dobrowolskiego - profesora UJ i dyrektora licznych muzeów sztuki, w której omawiał między innymi twórczość Maksymiliana Gierymskiego (1846-1874) i zwracał uwagę na jego kolor - "w zasadzie lokalny, zgodny zatem z praktyką realizmu".
Zwraca natomiast uwagę  niemal zupełna nieobecność terminu "kolor lokalny" w obszernej - 2-tomowej rozprawie prof. Marii Rzepińskiej,  zatytułowanej "Historia koloru w dziejach malarstwa europejskiego", w której poruszała problematykę koloru od antyku (tom 1) do II połowy XX wieku (tom 2). Wyjaśniła jedynie, poniekąd mimochodem, znaczenie tego terminu pisząc (w nawiasie):  o "modyfikacji koloru lokalnego (związanego z przedmiotem) w zależności od światła.". Można jednak sądzić, że autorka tam, gdzie abstrahowała od pojęcia barwy lokalnej, w wielu przypadkach, omawiała, w istocie, niewymieniany przez siebie kolor lokalny.
Z przytoczonych wyżej sformułowań wynika, że pojęcie koloru lokalnego dotyczy jedynie sztuki figuratywnej - przedmiotowej nie stosuje się zaś do sztuki abstrakcyjnej - bezprzedmiotowej.